# Henry Betterton
Henry Bucknall Betterton, 1. baron Rushcliffe GBE (ur. 15 sierpnia 1872 w Woodville w hrabstwie Leicestershire, zm. 18 listopada 1949) – brytyjski polityk i prawnik, członek Partii Konserwatywnej, minister w trzecim rządzie Ramsaya MacDonalda.

## Życiorys
Był synem Henry’ego Inmana Bettertona i Agnes Bucknall, córki Samuela Bucknalla. Wykształcenie odebrał w Rugby School oraz w Christ College na Uniwersytecie Oksfordzkim. W 1893 r. uzyskał tytuł naukowy z historii nowożytnej. Następnie rozpoczął praktykę w Inner Temple i przez wiele lat pracował przy Wydziale Kanclerskim Wysokiego Sądu Sprawiedliwości. W 1918 r. został oficerem Orderu Imperium Brytyjskiego, a w 1920 r. otrzymał Krzyż Komandorski tego orderu.
W latach 1918–1934 zasiadał w Izbie Gmin jako reprezentant okręgu Rushcliffe. W 1923 r. oraz w latach 1924–1929 był młodszym ministrem w Ministerstwie Pracy. W latach 1931–1934 stał na czele tego resortu. Doprowadził do uchwalenia w 1934 r. Unemployment Act. Ustawa ta m.in. utworzyła Unemployment Assistance Board.
Od 1929 r. nosił tytuł baroneta, a w 1935 r. otrzymał tytuł 1. barona Rushcliffe i zasiadł w Izbie Lordów. Z miejsca w Izbie Gmin zrezygnował już w 1934 r., aby objąć przewodnictwo Unemployment Assistance Board. W 1941 r. został odznaczony Krzyżem Wielkim Orderu Imperium Brytyjskiego.
Zmarł w 1949 r. Wraz z jego śmiercią wygasł tytuł barona.

## Rodzina
19 grudnia 1912 r. poślubił Violet Gilliat (zm. 5 października 1947), córkę J.G. Gilliata. Miał z nią dwie córki:
- Averil Diana Betterton (ur. 26 kwietnia 1914), żona majora R. Wyndhama-Quina Goinga i brygadiera C.W.P. Richardsona, nie miała dzieci
- Claudia Violet Betterton (ur. 11 października 1917), żona podpułkownika F.H. Allhusena, nie miała dzieci

24 kwietnia 1948 r. poślubił Inez Lubbock (zm. 4 maja 1955), córkę Alfreda Lubbocka i Louisy Wallroth, córki Charlesa Williama Hermana Wallrotha. Małżonkowie nie mieli razem dzieci.